# 化学信息学
化学信息学是使用计算机和信息技术应用于化学领域的一系列问题。这些计算机（In silico）技术被用于在制药公司的药物发现过程中。这些方法还可以用于化学和相关行业，以及涉及或研究化学过程的环境科学和药理学等领域。

## 历史
术语化学信息学（Cheminformatics）是1998年被F.K. 布朗定义的：

化学信息学是这些信息资源的混合，将数据转化为信息和信息转化为知识，以便在药物导向识别和优化领域更快地做出更好的决策。

从那时起，两种拼写已被使用，有些已经演变为化学信息学，而欧洲学术研究会于2006年设立为化学信息学，最近成立的《化学信息学学报》（Journal of Cheminformatics）是对较短变体的强力推动。

## 基础
化学信息学将化学，计算机科学和信息科学的科学工作领域结合在化学空间中的拓扑，化学图论，信息检索和数据挖掘领域。化学信息学也可以应用于各种行业，如纸张和纸浆，染料和相关行业的数据分析。

## 应用

### 存储和检索
化学信息学的主要应用是存储，索引和搜索与化合物有关的信息。这种存储信息的有效搜索包括计算机科学中作为数据挖掘，信息检索，信息抽取和机器学习的主题。相关研究课题包括：
- 非结构化数据（英语：Unstructured data）
  - 信息检索
  - 信息抽取
- 结构化数据挖掘（英语：Structure mining）和挖掘结构化数据
  - 数据库挖掘（英语：Structure mining）
  - 图形挖掘（英语：Structure mining）
  - 分子挖掘
  - 序列模式挖掘（英语：Sequential pattern mining）
  - 树挖掘（英语：Structure mining）
- 数字图书馆

#### 文件格式
化学结构的计算机表示使用专门的格式，例如基于XML的化学标记语言或简化分子线性输入规范（SMILES）。 这些表征通常用于存储在大型化学数据库中。 虽然一些格式适用于2或3维的视觉表示，但其他格式更适合于研究物理相互作用，建模和对接研究。

### 虚拟图书馆
化学数据可以涉及真实或虚拟分子。可以以各种方式产生化合物的虚拟图书馆以探索化学空间,并假设具有所需性质的全新的化合物。
最近使用FOG（片段优化生长）算法生成化合物类（药物，天然产物，多样性合成产品）的虚拟文库 。这是通过使用化学信息工具来训练马可夫链在真实化合物类别上的转变概率，然后使用马尔可夫链产生类似于训练数据库的全新化合物。

### 定量构效关系（QSAR）
这是定量结构-活性关系和定量结构性质关系值的计算，用于预测其结构中化合物的活性。在这种情况下，化学计量学也和它有很强的关系。化学专家系统也是相关的，因为它们代表化学知识的一部分，作为计算机(In silico)表示。有一个相对较新的匹配分子对分析或预测驱动的MMPA的概念，它与QSAR模型相结合，以便识别活动悬崖。

## 参阅
- 生物信息学
- 《化学信息学学报》（Journal of Cheminformatics）
- 计算化学
- 数据分析
- 分子建模
- 制药工程
- 科学可视化
- 统计学